# Pucadelphyda
De Pucadelphyda zijn een superorde van uitgestorven buideldierachtigen. Het waren carnivoren en omnivoren die tijdens het Paleogeen en Neogeen in Zuid-Amerika leefden en mogelijk tijdens het Laat-Krijt in Noord-Amerika.

## Taxonomie
De Pucadelphyda werd in 2018 als superorde beschreven door De Muizon et al. De superorde omvat de Sparassodonta en de Pucadelphyoidea met onder meer familie Pucadelphyidae. 
Cladistische analyse plaatst de Pucadelphyda als zustergroep van de clade Herpetotheriidae-Marsupialia binnen de Marsupialiformes.

## Fossiel voorkomen
De oorsprong van de Pucadelphyda ligt vermoedelijk in Noord-Amerika tijdens het Laat-Krijt. Varalphadon werd enige tijd beschouwd als mogelijke oudste vorm uit de Pucadelphyda. Later onderzoek weersprak deze indeling echter. Aenigmadelphys wordt nu gezien als vermoedelijke Noord-Amerikaanse vertegenwoordiger uit het Laat-Krijt van de Pucadelphyda.
De eerste zekere vertegenwoordigers van de groep zijn bekend van fossielen uit de Santa Lucía-formatie in Bolivia uit het Vroeg-Paleoceen, waaronder het naamgevende geslacht Pucadelphys. De Pucadelphyda stierven in het Plioceen uit.